# Boysen (Familie)
Die Familie Boysen war eine Familie aus Flensburg, aus der mehrere Chirurgen und nennenswerte Personen hervorgingen.

## Geschichte
Das erste dokumentierte Mitglied der Familie war der Schiffer Thomas Boysen, der um 1700 hier lebte und 1769 starb. Er hatte einen dort am 28. Oktober 1705 getauften Sohn namens Lorentz, der als Barbierchirurg arbeitete. Er zog nach Lunden und wirkte dort darüber hinaus als Küster. Sein 1739 hier geborener Sohn Paul Buchholtz Boysen erlernte in Kopenhagen das Handwerk des Chirurgen und führte die beiden Ämter seines Vaters nach dessen Ableben fort.
Paul Buchholtz Boysen heiratete 1764 in Lunden Anna Elisabeth, deren Vater Jobst A. Meyer ein Landesgevollmächtigter war. Einer ihrer Söhne namens Georg Wiebers (* 1770 in Lunden) besuchte die Domschule von Schleswig und die Chirurgische Akademie von Kopenhagen. Danach arbeitete er als Chirurg. Die Landesversammlung von Norderdithmarschen wählte ihn 1798 zum Provinzial-Chirurgen. 1801 ehelichte er Catharina Arens. Ihr Vater Johann Arens war ein Landesgevollmächtigter und größter Grundbesitzer in Heide. Diese drei Generationen der Familie Boysen entwickelten sich somit von Barbierchirurgen zu Wundärzten.
Ein Sohn Georg Wiebers Boysens war der spätere Hildesheimer Bürgermeister Paul Boysen. Zu seinen Söhnen gehörte der Landwirt und Ökonomierat Carl Boysen.